# Província de Marbán

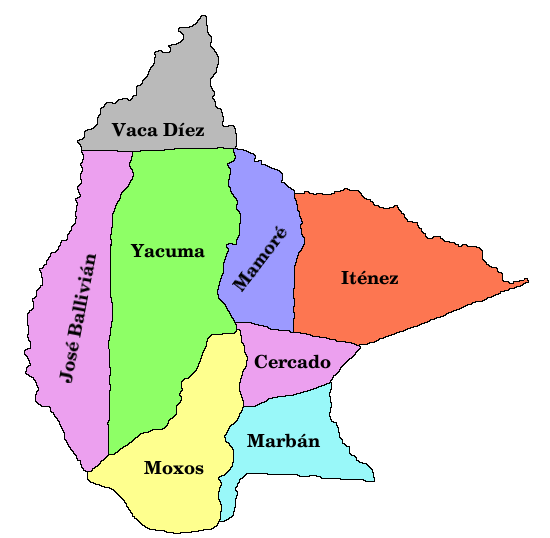
Les províncies del Departament de Beni

La província de Marbán és una de les vuit províncies del Departament de Beni, a Bolívia. La seva capital és Loreto.